# Armadillidium atticum
Armadillidium atticum är en kräftdjursart som beskrevs av Hans Strouhal 1929. Armadillidium atticum ingår i släktet Armadillidium och familjen klotgråsuggor. Utöver nominatformen finns också underarten A. a. cythnium.